# Lepidopilum ovalifolium
Lepidopilum ovalifolium là một loài rêu trong họ Daltoniaceae. Loài này được Duby Broth. mô tả khoa học đầu tiên năm 1895.